# Josep Maria Balbastre Vila
Josep Maria Balbastre (Rótova, provincia de Valencia, 1964 ) es un poeta y escritor español.

## Biografía
Josep Maria Balbastre es licenciado en Filología por la Universidad de Valencia. Ha trabajado como maestro y técnico de promoción lingüística y actualmente se dedica a la docencia en un instituto de secundaria.
Ha obtenido varios premios literarios con premios como Francesc Bru 2004 de Canals con La batuta dels ossos, Antoni Ferrer 2006 de Alcudia de Crespins con Opòsits y el Maxi Banegas 2009 de Pinoso Caballo de fuego . Ha publicado los poemarios Gradual (24º Premio Manuel Rodríguez Martínez 2007 de Alcoy y Premio de la Crítica de los Escritores Valencianos 2009) y La luz cribada (31º Premio Ibn Hazm Ciudad de Xàtiva 2011).
En narrativa breve ha participado en los volúmenes colectivos Puentes de palabras (2008), Totes les baranes dels teus dits (2009) y Enllà del foc (2013). Una pequeña muestra de su obra ha sido traducida al castellano y al portugués.
Forma parte del colectivo "Saforíssims Sociedad Literaria". Con Úter ganó el 19º premio Josep Maria Ribelles Vila de Puçol 2015 y con Iconòstasi el premio de poesía Alfons el Magnànim, que organiza y concede la Diputación de Valencia

## Obra publicada[11]
- Gradual. 2008
- La luz cribada. 2012
- Útero. 2016
- Iconostasis. 2017

## Premios literarios[12]
- Francesc Bru, Ayuntamiento de Canals, poesía, 2004
- Antoni Ferrer, Asociación La Garrofera de la Alcudia de Crespins, poesía, 2006
- Manuel Rodríguez Martínez, Asociación Amigos de Joan Valls de Alcoy, poesía, 2007
- Crítica de los Escritores Valencianos (ex aequo), Asociación de Escritores en Lengua Catalana, poesía, 2009
- Maxi Banegas, Ayuntamiento de Pinoso, poesía, 2009
- I Concurso de Microrrelatos Eróticos 2014, Librería la Costera
- Premio Ibn Hazm de Poesía, Ayuntamiento de Xàtiva, 2011
- Premio Josep Maria Ribelles, Villa de Puçol, 2015
- Premio Alfonso el Magnánimo de Poesía, 2017